# Nonja

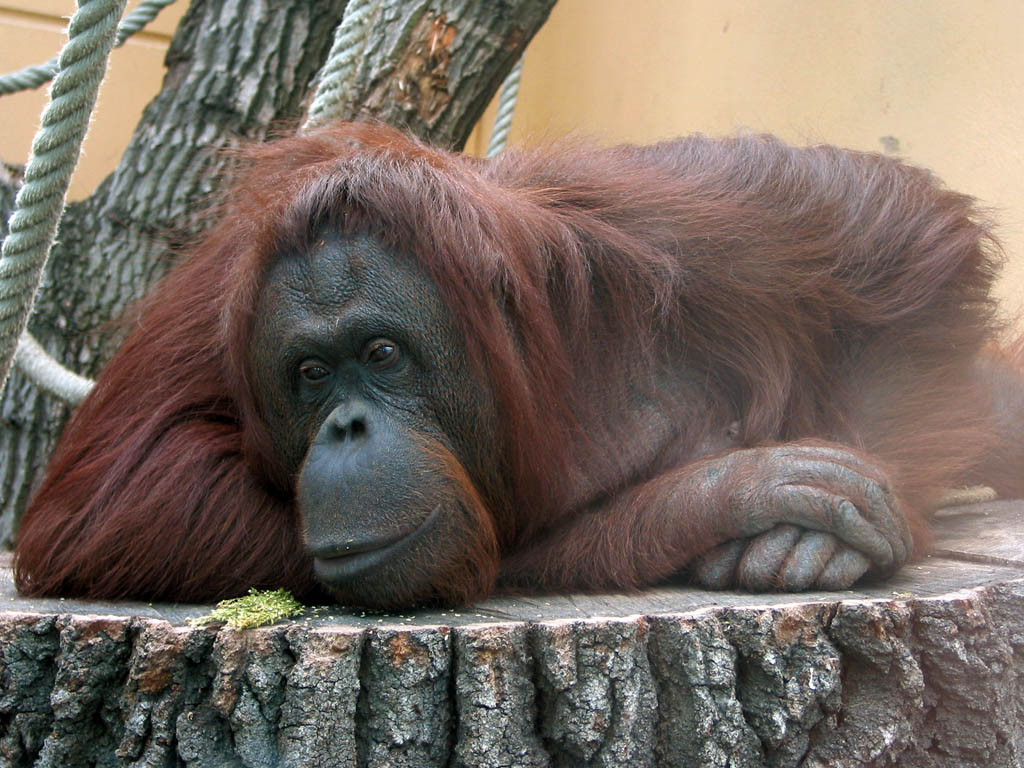
Nonja (2004)

Nonja (* 21. April 1976 in Wien; † 22. Mai 2018 ebenda) war ein Orang-Utan-Weibchen des Wiener Tiergartens Schönbrunn, das Berühmtheit erlangt hat, weil es Bilder malte und weil Fotografien, die es mit einer Digitalkamera angefertigt hat, im Internet besichtigt werden konnten. Sie war der weltweit erste Affe, für den bei Facebook ein Benutzerkonto eingerichtet worden ist.

## Biographie und Malversuche
Nonja wurde im Tiergarten Schönbrunn geboren. Sie wuchs dort mit ihrer Mutter auf, wurde aber zusätzlich von einem Tierpfleger aufgezogen. Mitarbeiter des Tiergartens boten Nonja, die damals noch ohne Partner in ihrem Gehege lebte, im Rahmen des üblichen Beschäftigungsprogramms für Menschenaffen Pinsel, Farben und Papier an und koppelten erfolgreiche Mal-Aktionen mit Belohnungen für den Affen. In Anwesenheit des Tierpflegers fanden wöchentliche Malstunden statt. Nonja zeigte, wie die Presse meldete, eine individuelle Vorliebe, Farbe übers Papier zu spritzen. Die Malstunden endeten, als Nonja 1998 mit dem Orang-Utan-Männchen Vladimir (* 1974, 1988 von Moskau nach Amsterdam verlegt, lebt seit 18. Juni 1991 in Wien) zusammengelegt wurde. Nonja hat insgesamt über 250 Gemälde angefertigt. Ein Liebhaber hat für eines davon 28.000 Schilling (über 2000 Euro) bezahlt.
Nonja wurde am Morgen des 22. Mai 2018 von Tierärzten eingeschläfert, weil sie an einer schweren Nierenschwäche litt und sich ihr Zustand immer mehr verschlechterte.

## Die Entdeckung der Technik
Das Fotografie-Projekt entstand aus einer Marketingidee der Firma Samsung, die eine Facebook-taugliche Kamera entwickelt hatte. Diese sollte so leicht zu bedienen sein, „dass es jeder Affe schafft“. Die spezielle Kamera, die von Nonja gerne auch als Spielzeug und Wurfgeschoß benutzt wurde, war mit einer dicken Schutzhülle umgeben.
Man erzeugte für den Affen einen Anreiz zum Fotografieren, indem man automatisch jedes Mal eine Rosine aus der Kamera springen ließ, wenn diese betätigt worden war.
Nonja interessierte sich selbst nicht für die Fotografien und überließ die Kamera zum Teil auch ihren Artgenossen im Gehege, zwei weiteren Orang-Utan-Weibchen und dem Orang-Utan-Männchen Vladimir, als Spielzeug.

## Kult um Nonja
Das „Café Nonja“ im Schönbrunner Tiergarten, in dem auch die Gemälde des Affenweibchens ausgestellt werden, ist nach diesem benannt. Auf Nonjas Facebook-Seite haben sich gegen Ende 2009 über 50.000 Menschen als ihre Freunde eingetragen. Die User richteten sich dort zu einem großen Teil mit entzückten Kommentaren direkt an Nonja.
Laut Aussagen des Pressesprechers von Samsung ist der Plan durch das beachtliche Medienecho „voll aufgegangen“, während der Zoo für seine Mitarbeit eine Spende für sein Affenhaus erhielt und die Tierpfleger zufrieden waren, im Affenhaus über ein neues Spielzeug zu verfügen.